# Évry (Yonne)
Évry es una localidad y comuna francesa situada en la región de Borgoña, departamento de Yonne, en el distrito de Sens y cantón de Pont-sur-Yonne.

## Demografía
| 195 | 186 | 201 | 211 | 242 | 233 | 254 | 257 | 268 | 266 | 262 | 271 | 250 | 241 | 213 | 220 | 219 | 204 | 192 | 188 | 166 | 158 | 151 | 143 | 168 | 135 | 131 | 128 | 119 | 196 | 275 | 336 | 363 |
| Para los censos de 1962 a 1999 la población legal corresponde a la población sin duplicidades (Fuente: INSEE [Consultar]) |     |     |     |     |     |     |     |     |     |     |     |     |     |     |     |     |     |     |     |     |     |     |     |     |     |     |     |     |     |     |     |     |

## Historia

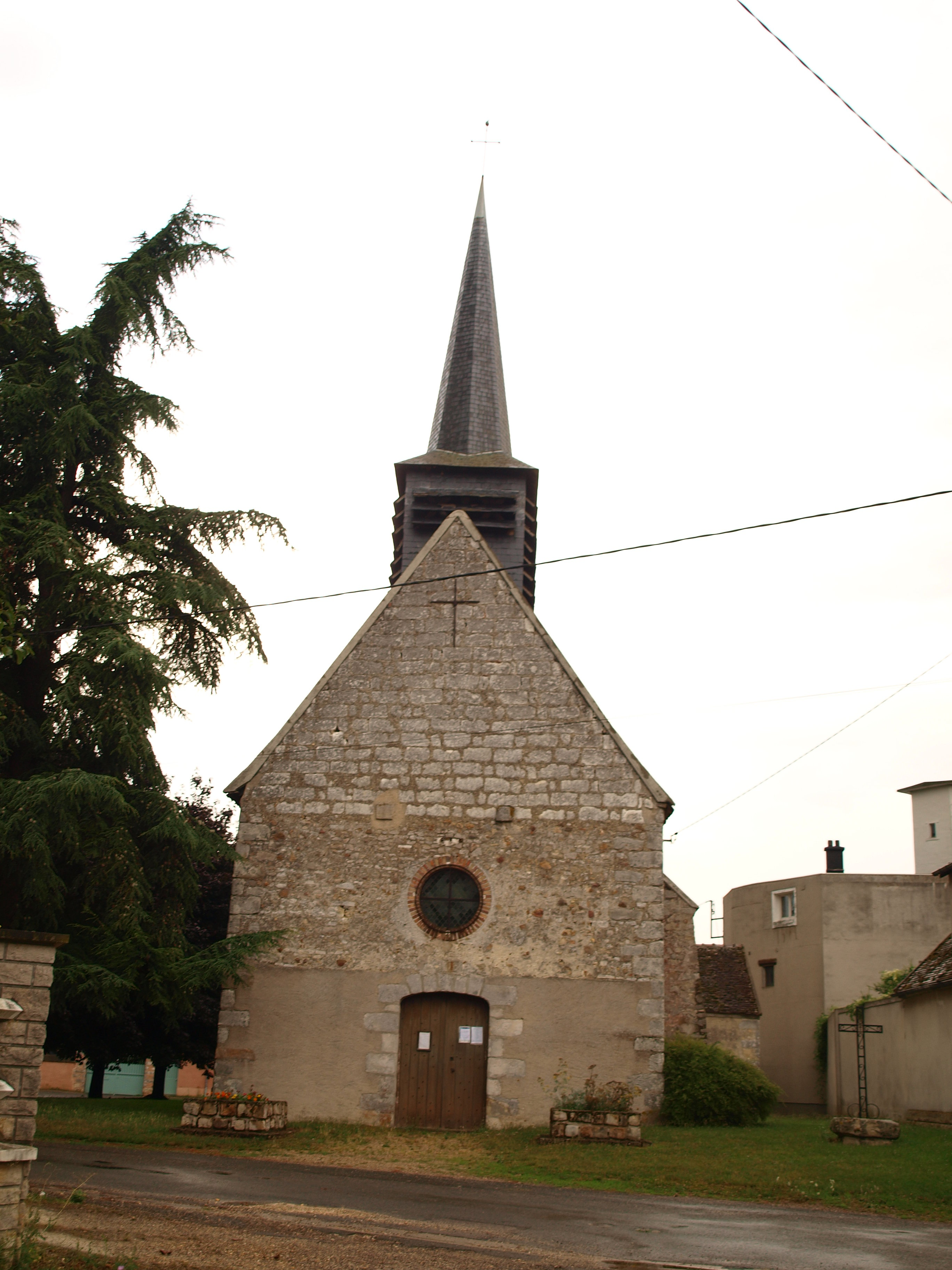
Iglesia.

Évry alberga importantes vestigios prehistóricos y de la Edad Antigua. Ofialmente, es citada por primera vez en 1157 con el nombre en latín de Evriacum.

## Arquitectura
Destaca la abadía de Saint-Pierre-le-Vif, del siglo XVII y restos de fortificaciones medievales, así como una vivienda señorial con foso y tres torres, del siglo XV.
La iglesia parroquial, dedicada a san Blas, es del siglo XVII.